# Spurgia alatavica
Spurgia alatavica är en tvåvingeart som beskrevs av Fedotova 1994. Spurgia alatavica ingår i släktet Spurgia och familjen gallmyggor.
Artens utbredningsområde är Kazakstan. Inga underarter finns listade i Catalogue of Life.